# بياسة
بلدية بياسة (بالإسبانية: Baeza) هي بلدية تقع في مقاطعة خاين التابعة لمنطقة أندلوسيا جنوب إسبانيا.

## الديموغرافيا
بلغ عدد سكان بلدية بياسة 16.411 نسمة عام 2011 (وفقاً للمعهد الوطني للإحصاء الإسباني).
| 16.012 | 15.841 | 15.223 | 15.880 | 16.135 | 16.253 | 16.411 |